# Lingnaam Agricultural Review
Lingnaam Agricultural Review, (abreujat Lingnaam Agric. Rev.), va ser una revista científica amb il·lustracions i descripcions botaniques que va ser publicada a Canton des de l'any 1922/1923 fins al 1927. Va ser substituïda per Lingnan Sci. J..